# Alcolea (ort)
Alcolea är en ort i Spanien.   Den ligger i provinsen Province of Córdoba och regionen Andalusien, i den centrala delen av landet, 290 km söder om huvudstaden Madrid. Alcolea ligger 151 meter över havet och antalet invånare är 3 942.
Terrängen runt Alcolea är kuperad åt nordväst, men åt sydost är den platt. Runt Alcolea är det ganska tätbefolkat, med 230 invånare per kvadratkilometer. Närmaste större samhälle är Córdoba, 10,2 km sydväst om Alcolea. Trakten runt Alcolea består till största delen av jordbruksmark.